# روفلوکساسین
روفلوکساسین(به انگلیسی: Rufloxacin) یک آنتی بیوتیک کینولونی است. این دارو با نام‌های تجاری ، Ruflox , Monos , Qari , Tebraxin , Uroflox , Uroclar فروخته می‌شود. 